# Kan Jing

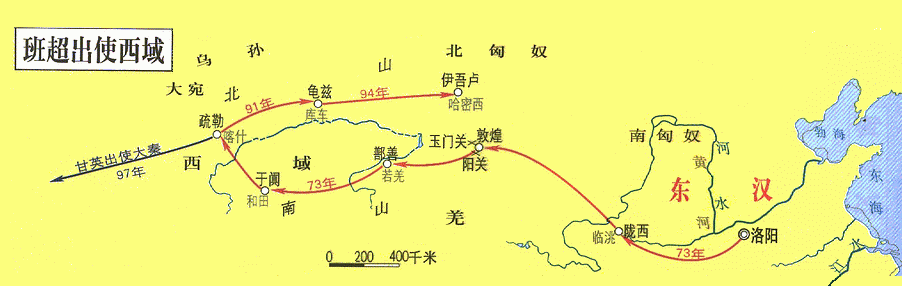
Mapa se zakreslenou cestou Pan Čchaoa (červeně) a Kan Jinga (modře).

Kan Jing (čínsky pchin-jinem Gān Yīng, znaky 甘英; 1. století, Čína) byl čínský důstojník, diplomat a cestovatel ve službách čínského vojevůdce Pan Čchaoa při jeho výbojích ve Střední Asii. V roce 97 ho Pan Čchao vyslal přes Persii do římské říše. Podařilo se mu dojít do Mezopotámie, nedaleko dnešních hranic Sýrie. Na naléhání Parthů od další cesty upustil, pro údajnou obtížnost, ale je pravděpodobné, že Parthové chtěli zabránit spojení čínské říše s římskou říší. Je prvním známým Číňanem, který se dostal po hedvábné stezce až na hranice dnešního Iráku a Sýrie. 